# Un autre regard
Pour plus de détails, voir Fiche technique et Distribution.
Un autre regard (Egymásra nézve) est un film hongrois réalisé par Károly Makk, sorti en 1982.

## Synopsis
- Hongrie. 1958. La biographie d'une journaliste intransigeante dans son métier et ne dissimulant pas son homosexualité dans sa vie privée... Sa fin tragiquement suicidaire : elle se fait délibérément abattre par des gardes frontières pour refus d'obtempérer à leurs commandements...

## Fiche technique
- Titre original : Egymásra nézve
- Réalisation : Károly Makk et János Xantus
- Scénario : Károly Makk d'après le roman de Erzsébet Galgóczi
- Photographie : Tamás Andor
- Durée : 102 minutes
- Langue : hongrois
- Genre : Film dramatique
- Dates de sortie : 
  - France : Mai 1982 (Festival de Cannes)
  - Hongrie : 7 octobre 1982

## Distribution
- Jadwiga Jankowska-Cieślak : Éva Szalánczky
- Grażyna Szapołowska : Livia Horváth
- Jozef Kroner : Erdős
- Péter Andorai : Dönci Horváth, le mari de Lívia
- Gábor Reviczky :Fiala
- Judit Pogány : Magda

## Commentaire
- Un autre regard surprit les Hongrois parce qu'il traitait de front la question de l'homosexualité. « Károly Makk ne le fait pas en militant, mais en moraliste », nous dit Jean-Pierre Jeancolas (in: Cinéma hongrois 1963-1988, Éditions du CNRS). Le réalisateur magyar s'explique : « (...) Le roman de Galgóczi m'est venu particulièrement à propos dans ce projet du fait que le drame privé de ces deux femmes recoupe une idée fixe que j'ai depuis longtemps, à savoir que le degré de liberté d'une société se mesure entre autres à la tolérance que montre l'opinion générale devant le fait que chacun puisse vivre, se comporter et penser au mieux de ses capacités ou de ses idées, ou bien tout simplement comme il en a ou en aurait envie. » (Propos publiés dans le bulletin 2/82 de Hungarofilm)
- Le film a été évalué ainsi par deux critiques français plutôt convergents. « Le film comporte deux versants : le premier, politique, fait le procès du stalinisme d'hier et, par réfraction, de ses séquelles d'aujourd'hui. Le second, le plus passionnant dans sa tranquille franchise et sa belle sensualité, illustre comment Lesbos vient aux femmes (...) Ces deux versants sont certes solidaires : Károly Makk les a scellés dans l'unité d'un même thème, d'une même dénonciation : le "socialisme réalisé" ne tolère l'affirmation d'aucune différence », analyse Barthélémy Amengual (in : Positif, no 257/258, juillet/août 1982). De son côté, Pascal Bonitzer constate : « C'est la première fois, me semble-t-il, dans un film est-européen, que le refoulement politique dont souffrent en permanence les pays de l'Est se trouve explicitement relié au refoulement sexuel. » (in : Cahiers du cinéma, no 338, juillet-août 1982)

## Distinctions
- Festival de Cannes 1982 : 
  - Prix d'interprétation féminine pour Jadwiga Jankowska-Cieślak
  - Prix FIPRESCI pour Károly Makk
  - En compétition pour la Palme d'or